# 第36爱沙尼亚辅警营
第36爱沙尼亚辅警营是第二次世界大战期间的一支爱沙尼亚部队，服从德国党卫队指挥。
1941年11月23日，第36爱沙尼亚辅警营在爱沙尼亚西部以及西愛沙尼亞群島组建。1942年5-8月间，该营在受训的同时还接收到补充兵员，之后，该营人员达到23名军官、161名士官和254名士兵。该营曾在白俄罗斯参与反游击作战，还曾看守位于頓涅茨克和马克耶夫卡的煤矿的战俘营。1942年11月22日-12月31日间，该营参加了斯大林格勒战役。1943年1月，在承受了39人阵亡、97人负伤、11人失踪的损失后，该营被召回爱沙尼亚並解散；很多前成员加入了爱沙尼亚军团。